# 三角跳
三角跳（Wall jump，或稱牆上跳）是一種在電子遊戲和電影中常見的可行跳躍動作，即是「在牆上跳躍」。

## 解釋、用法和限制
三角跳的用意在於令人物依靠牆壁或其它直立剛體的固定性，利用腳踢的作用力和牆壁的反作用力彈至更高的地方，或者在兩道牆之間使出連續三角跳（垂直三角跳、平行三角跳）。
除了在高度層面進行超越之外，在動作電影中也能看到人物為了避開危險（子彈、刀劍等飛出物）而強行運用非直線式行進。在極端的情況下，他們會在牆上平行行走或回彈式三角跳後做出空翻的動作。
正常人一般能夠使出一次回彈式三角跳、一段短距離的牆上平行行走、幾次在兩道牆之間的垂直三角跳跟平行三角跳，經過訓練的人甚至可以在三角跳之後連接其它的花式動作。
然而肯定的是，沒有人可以在單面的牆壁上使出連續三角跳以及牆上垂直行走，這是因為牆壁的反作用力會將施行者推離，不能返回牆邊，除非遊戲引擎容許在空中自由前後（左右）移動（很少遊戲不是這樣，但也是在現實世界中不可能的）。

## 參看
- 二段跳